# 国内選手権大会 (自転車競技)

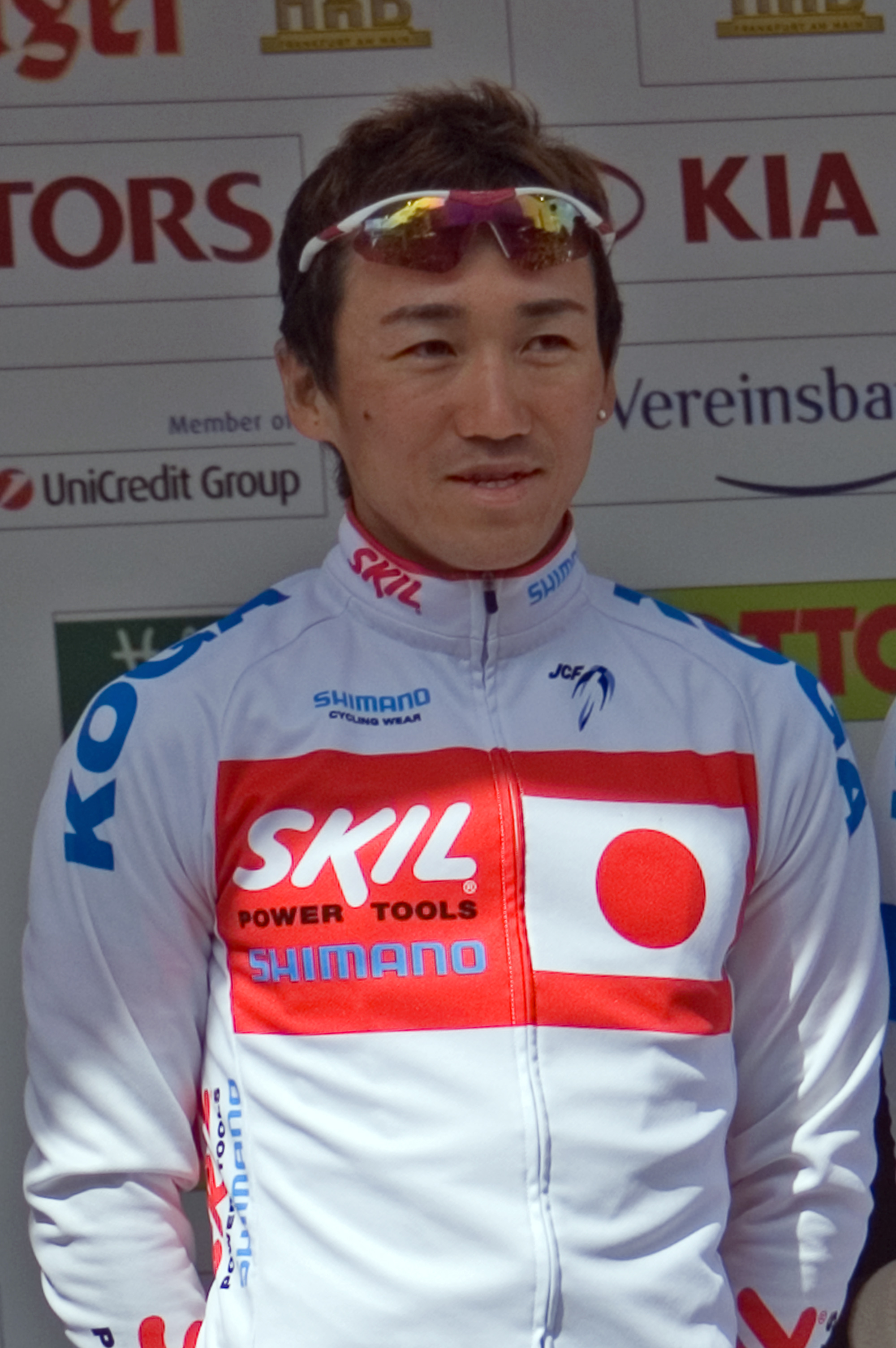
2005年のロードレース全日本選手権優勝者・野寺秀徳が着用している国内選手権者ジャージ

自転車競技における国内選手権大会 (National Cycling Championships) は、各国の国内一の選手を決する大会のことを指す。

## 概要
ロードレースの場合、ヨーロッパ諸国の多くでは例年6月下旬頃、オーストラリア、ニュージーランドでは例年1月頃に開催される。主催及び運営は、各国の自転車競技連盟（日本では日本自転車競技連盟）が行う。
ロードレースにおいては、チャンピオンシップ (CN) のカテゴリーとなり、「本場」である欧州では、世界選手権自転車競技大会 (CM) に次いで権威のある大会といわれる。優勝者は、各国の国旗あるいはナショナルカラーをあしらったナショナルチャンピオンジャージ (National champion cycling jersey) が授与され、また、各地で開催されるレースにおいて1年間、そのジャージを着用してレースに出場することができる。
現在は概ね、個人ロードレース、個人タイムトライアル (ITT) の2種目について、男子エリート、男子23歳以下 (U-23)、女子のカテゴリーに分かれて競技が行われている。

## 日本の「国内選手権」事情
日本では長年、プロ自転車選手という概念は競輪選手に限定され、プロ選手の日本一を決する大会である全日本プロ選手権自転車競技大会（全プロ）も長らく競輪選手にのみ参加資格が与えられた。競輪選手以外の自転車選手については必然的にアマチュアとして扱われ、全日本アマチュア自転車競技選手権大会（全アマ）が、国内選手権大会となっていた。
しかし、ロードレースにおいて、1987年に市川雅敏が、ベルギーの日立とプロ契約を結んでプロロードレース選手になったことをきっかけに、1990年に宇都宮で世界選手権が開催されることも契機となって、プロ契約に転じる選手が続々と誕生するようになった背景もあり、1990年代に入り、全プロのロードレースについては、「本職」であるプロロードレース選手の参加が可能となった。
さらに、世界選手権が1996年より、ロードレースについては、プロ、アマ種別のカテゴリーを廃止して、「エリート」および「23歳以下（U-23：女子には存在しない）」の2カテゴリー制を導入したことに伴い、全プロ、全アマの成績優秀者を一堂に集めた全日本自転車競技選手権大会を、1998年より例年6月（トラックレースは同7月）に開催するようになり、「日本のナショナルチャンピオン」は、この大会の優勝者のことを指すようになった。一方、全プロのロードレースは、全日本選手権大会に吸収される形となって、2007年大会を最後に廃止され、2008年からは、ロードレースに代わってBMXの開催が行われている。他にマウンテンバイク、シクロクロスの各種目でも行われている。
2012年を最後に全アマは全日本選手権大会に統合され消滅。以降は全日本選手権大会が名実ともに日本のナショナルチャンピオンを決める大会となった。